# Григонис, Генрих Юрьевич
Ге́нрих Ю́рьевич Гри́гонис (20 мая 1889, д. Пабярже — 4 ноября 1955, Минск) — белорусский советский актёр театра и кино; народный артист Белорусской ССР (1941).

## Биография
Родился в деревне Пабярже Подберезской волости Виленского уезда (ныне — Вильнюсский уезд Литвы).
Актёрскую деятельность начал в 1907 году на Дальнем Востоке, где служил на флоте. Участвовал в антрепризах в театрах Владивостока, Хабаровска и Петрограда. Играл в Первом товариществе белорусской драмы и комедии. После его расформирования в 1920 году перешёл в 1-й Белорусский государственный драматический театр в Минске (Театр имени Я. Купалы — с 1945 года).

В роли Никифора в фильме «Кто смеётся последним?» (1954)

Григонис был мастером комедии. Его образы отличались сочным юмором, народностью, яркостью сценических красок, выразительной пластикой. Первая значимая роль — Журден в «Мещанине во дворянстве» Мольера.
Начиная с 1930-х годов снимался в кино.

## Театральные роли
- «В степях Украины» А. Корнейчука — Галушка
- «Вишнёвый сад» А. Чехова — Фирс
- «Кастусь Калиновский» Е. Мировича — Муравьёв
- «Коваль-воевода» Е. Мировича — Коваль
- «Кто смеётся последним» К. Крапивы — Ничипор
- «Машека» Е. Мировича — Дорош
- «Мещанин во дворянстве» Мольера — Журден
- «На дне» М. Горького — Лука
- «На Купалье» М. Чарота — Данила
- «Павлинка» Я. Купалы — Пустаревич
- «Платон Кречет» А. Корнейчука — Бублик
- «Собака на сене» Лопе де Вега — граф Людовико

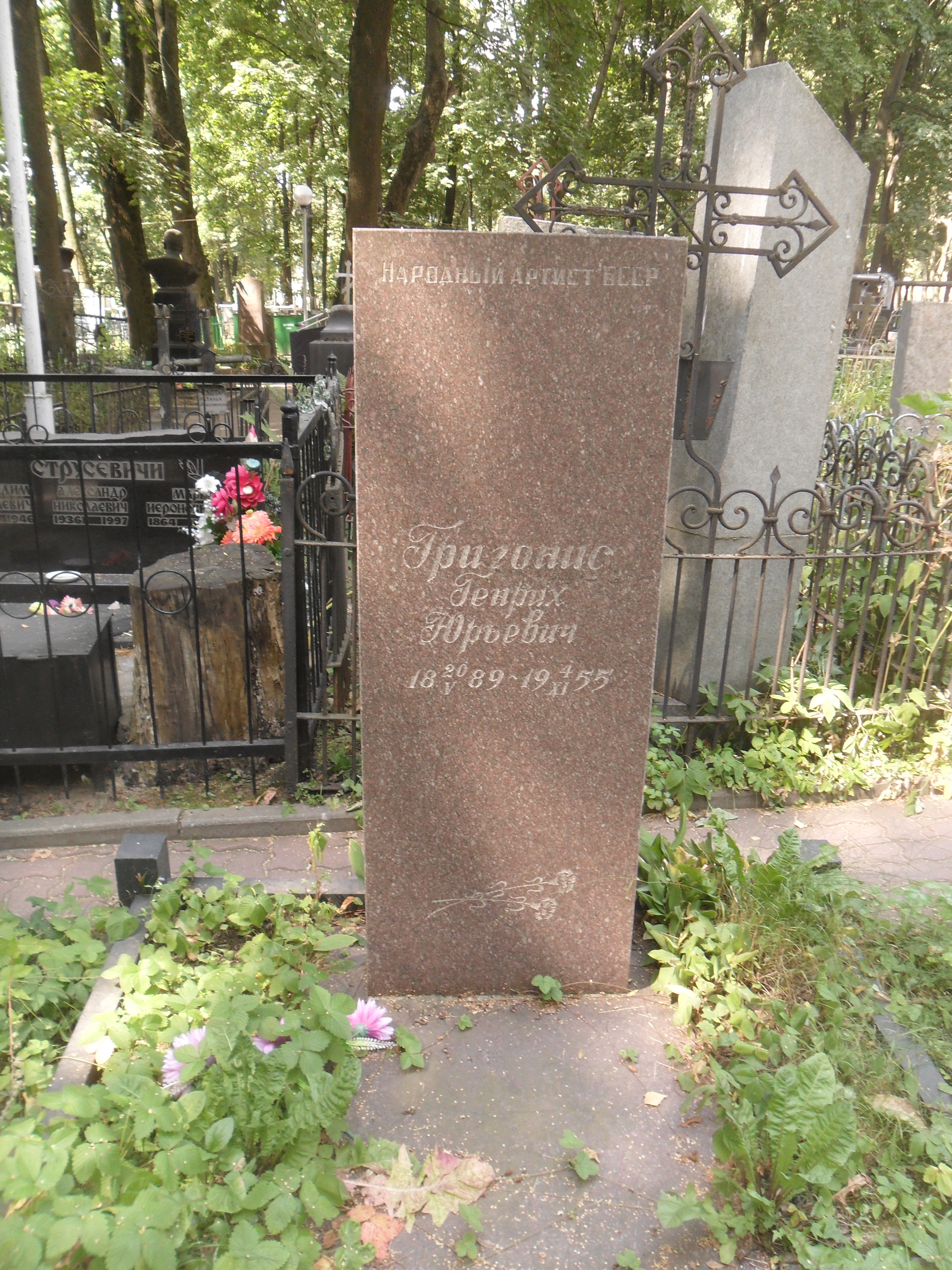
Могила Г. Ю. Григониса на Военном кладбище Минска

## Фильмография
- 1936 — Днепр в огне
- 1938 — Кармелюк — священник
- 1954 — Кто смеётся последним? — дворник Никифор

## Награды и звания
- заслуженный артист Белорусской ССР (1939);
- два ордена Трудового Красного Знамени (20 июня 1940) — за выдающиеся заслуги в деле развития белорусского театрального и музыкального искусства[3]; (1955)[источник не указан 463 дня];
- народный артист Белорусской ССР (1941);
- орден Знак Почёта (1948)[источник не указан 463 дня].